# Zabezpečovací zařízení metra v Praze

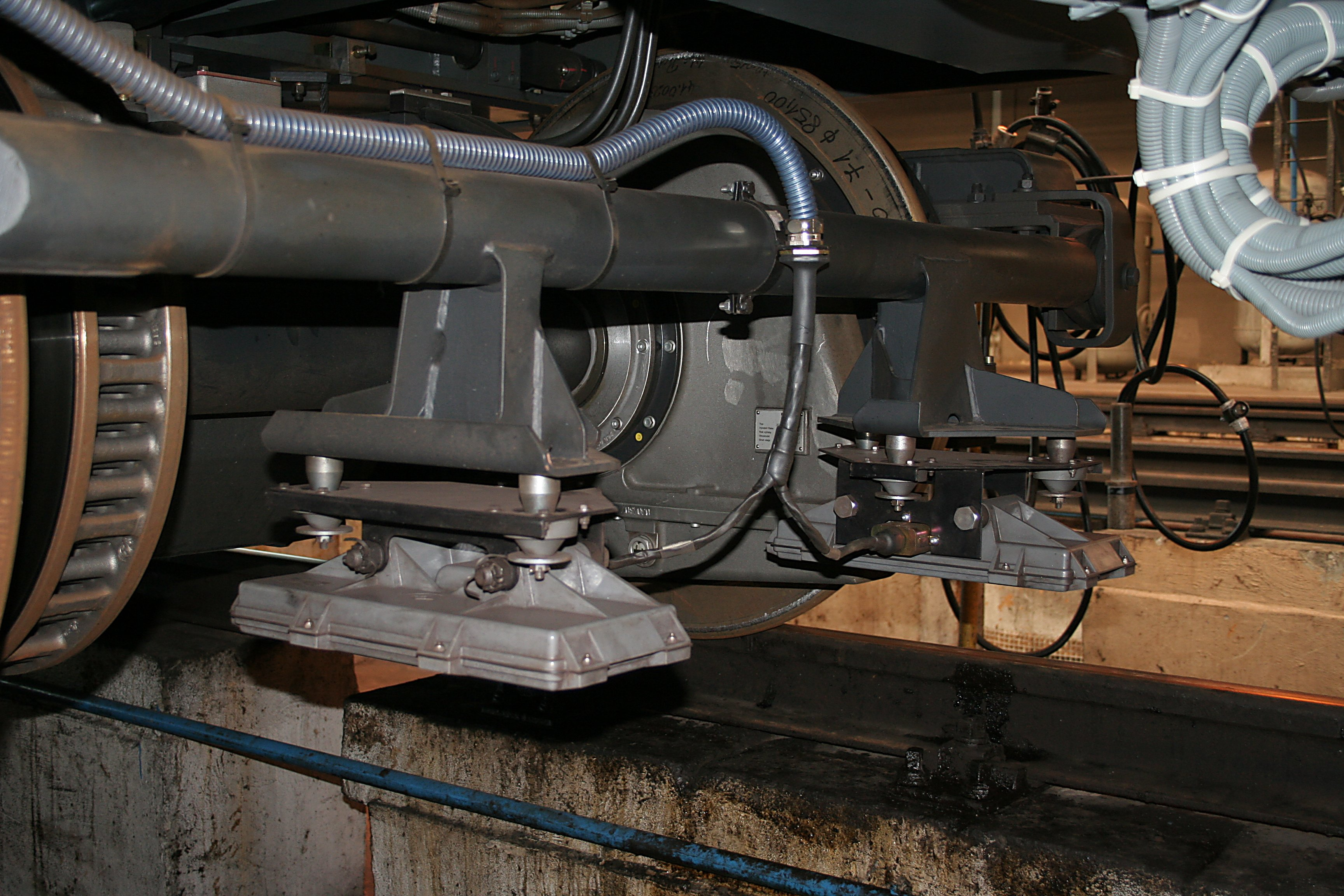
Snímač signálů pro zabezpečovací zařízení na podvozku soupravy M1

Zabezpečovací zařízení pražského metra zajišťuje bezpečnost a plynulost přepravy v pražském metru. Dovoluje nejkratší následný interval mezi vlaky 90 s při maximální dovolené rychlosti vlaků 80 km/h, kromě stanice Skalka, která dovoluje nejkratší následný interval mezi vlaky 105 s.

## Druhy použitých zařízení
Bezpečný provoz pražského metra zajišťuje kombinace několika druhů zabezpečovacích zařízení:
- Staniční: Pražské metro využívá staniční reléové zabezpečovací zařízení typu AŽD 71 speciálně upravené pro metro. Toto zařízení zabezpečuje jízdní cesty ve stanicích s kolejovým rozvětvením a v depech. Ve stanicích Nádraží Holešovice a Ládví je zapojeno elektronické staniční zabezpečovací zařízení typu ESA 11 M s úpravou pro provoz metra. Zařízení zabezpečuje jízdní cesty ve stanicích s kolejovým rozvětvením. ESA 11 M je ovládána z jednotného ovládacího pracoviště, tzv. JOP, které je také využito ve stanici Florenc-B, kde ovládá AŽD 71. Po dokončení úseku IV.C2 budou ESA 11 M a JOP použity ve stanici Letňany. V depu Hostivař je použito rozšířené stavědlo ESA 11 M+.
- Traťové: Rovněž se jedná o reléové zařízení typu AŽD 71, které zabezpečuje jízdy vlaků v úsecích mezi stanicemi s kolejovým rozvětvením, traťových spojkách a spojovacích kolejích do dep.
- Vlakové: Pražské metro využívá liniový vlakový zabezpečovač ARS s kontrolou rychlosti jízdy vlaků sovětské výroby na tratích B a A; na trati C je nainstalován vlakový zabezpečovač francouzské firmy MATRA (dnes odkoupena firmou Siemens) typu PA 135 s kontrolou rychlosti jízdy vlaků, kontrolou sledu vlaků a zařízením pro automatické vedení vlaku. Na trati A je kromě zabezpečovače ARS (který se už pro pravidelný provoz modernizovaných souprav nepoužívá) také vlakový zabezpečovač SOP-2P polské výroby, který umožňuje automatické vedení vlaku a další činnosti s tím spojené.

Zabezpečovací zařízení je kvůli své rozměrnosti umístěno v modernizované soupravě 81-71M ve zvláštních skříních v prvním a posledním voze soupravy, pro svůj tvar jsou tyto skříně přezdívány udírna.

### Vlakové zabezpečovače

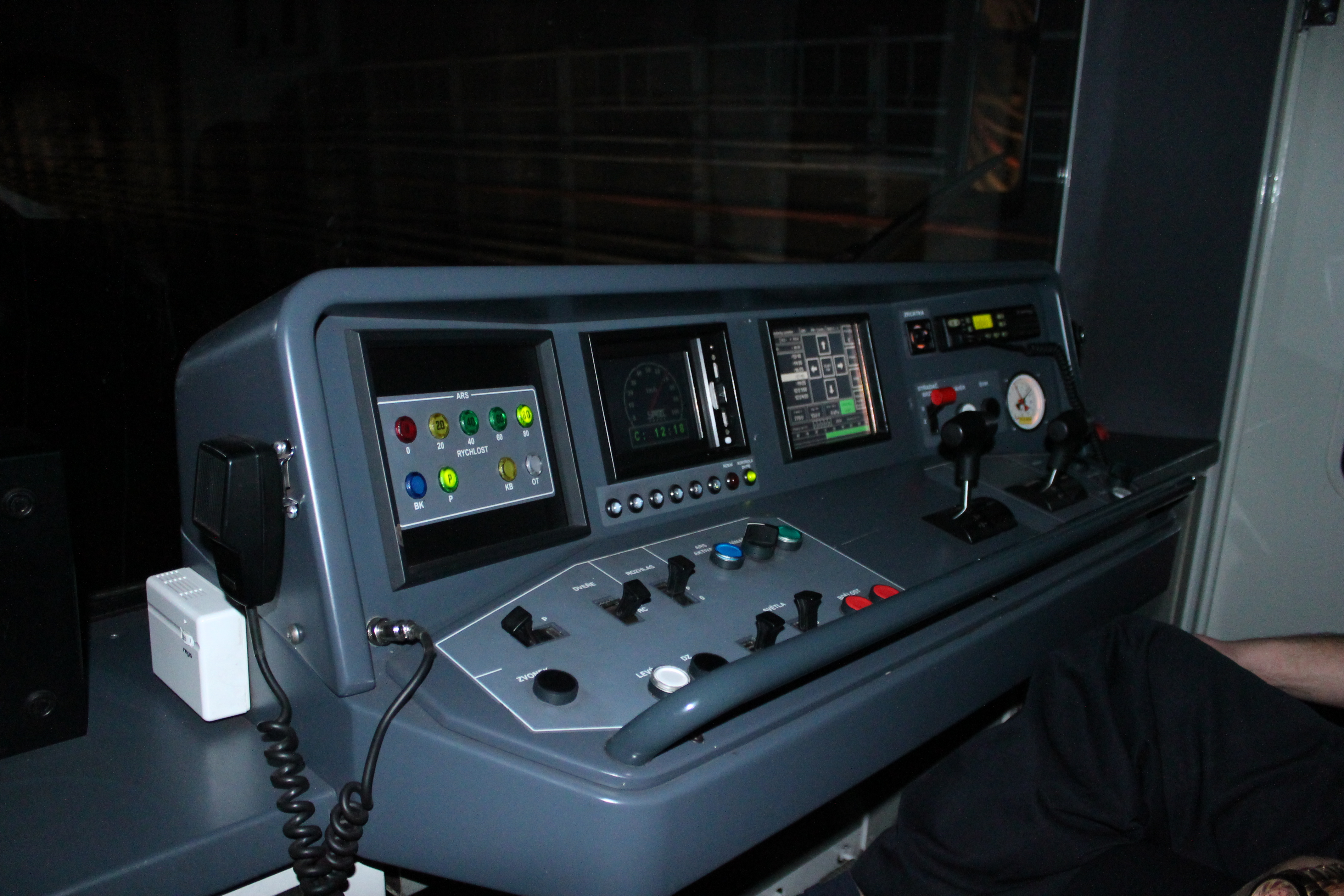
Řídicí stanoviště soupravy 81-71M ARS, vlakový zabezpečovač ARS – linka B

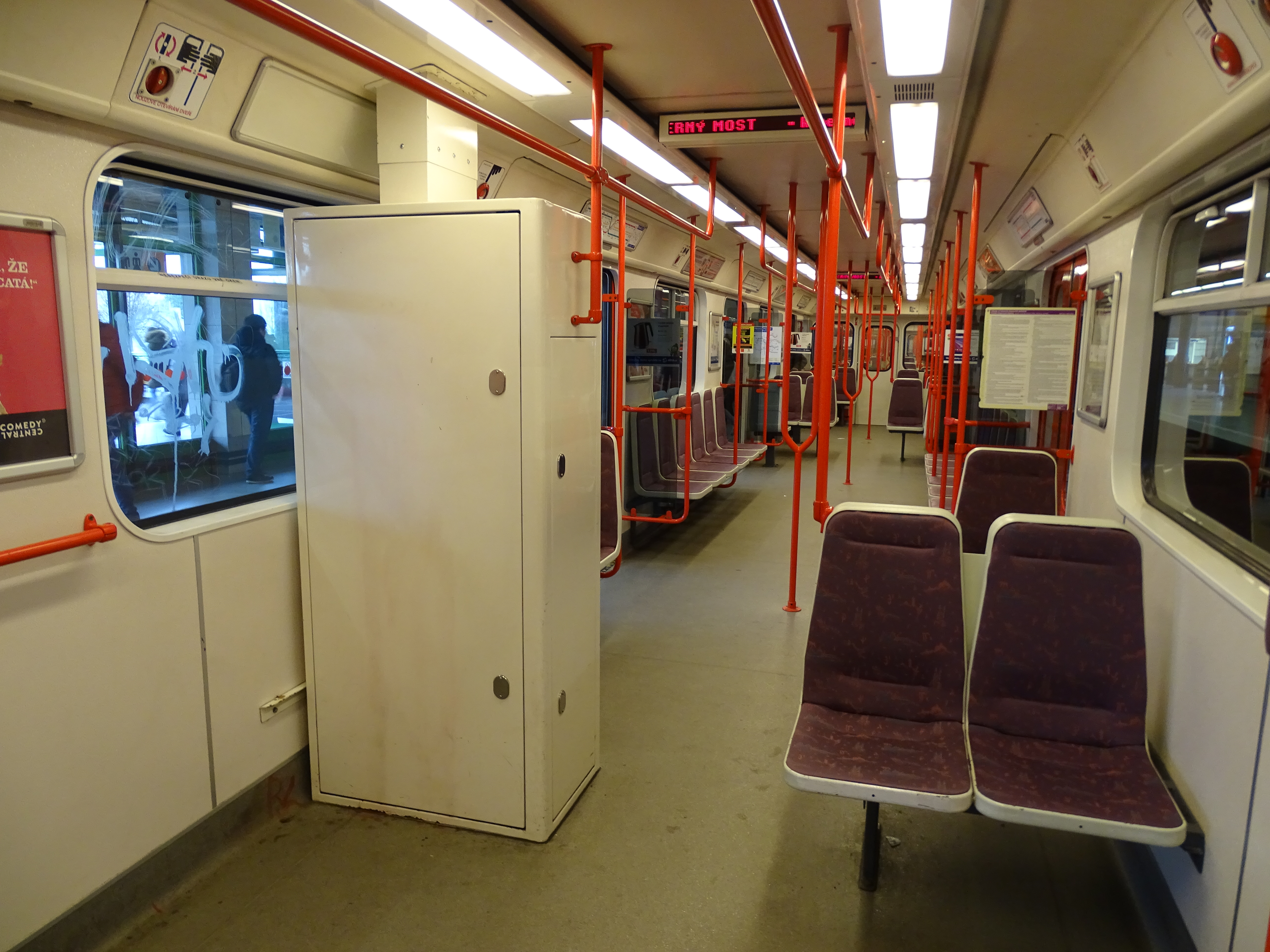
Tzv. udírna zabezpečovače ARS

Vlakové zabezpečovače se skládají ze stacionární části a části mobilní, umístěné na hnacím vozidle. Stacionární část vždy ve spolupráci se staničním a traťovým zabezpečovacím zařízením vysílá směrem k hnacímu vozidlu signály, které mobilní část přijímá a vyhodnocuje.
V pražském metru se používají tři druhy vlakových zabezpečovačů:
Vlakový zabezpečovač ARS
Stacionární část posílá vozidlu rychlostní kódy, které mobilní část porovnává se skutečnou rychlostí jízdy a v případě překročení povolené rychlosti dává samočinně povel pro snižování rychlosti vlaku.
Vlakové zabezpečovače PA 135 a SOP-2P
Stacionární část vysílá směrem k hnacímu vozidlu program jízd a další signály pro automatizaci řízení vlaku, podle kterých mobilní část dává povely k automatickému řízení, popř. povely k zásahu nouzové brzdy (snižování rychlosti vlaku).

### Kolejové obvody
Pro součinnost jízdy vlaků se zabezpečovacím zařízením slouží kolejové obvody. Pražské metro používá dvoupásové kolejové obvody s izolovanými styky a s fázově závislým přijímačem. Na tratích metra slouží kolejové obvody k vyhodnocování volnosti kolejových úseků a k přenosu kódů vlakového zabezpečovače ARS. V depech se kódy vlakového zabezpečovače nepřenášejí.

### Počítače náprav
Pro zajištění volnosti kolejových úseků se používají počítače náprav. Ty jsou nainstalovány na zkušební trati depa Zličín a na kolejovém křížení stanice Nádraží Holešovice a ve stanici Ládví. Umožňují přenos informací o volnosti kolejových úseků a směru jízdy vlaku do staničního zabezpečovacího zařízení.

### Ostatní části

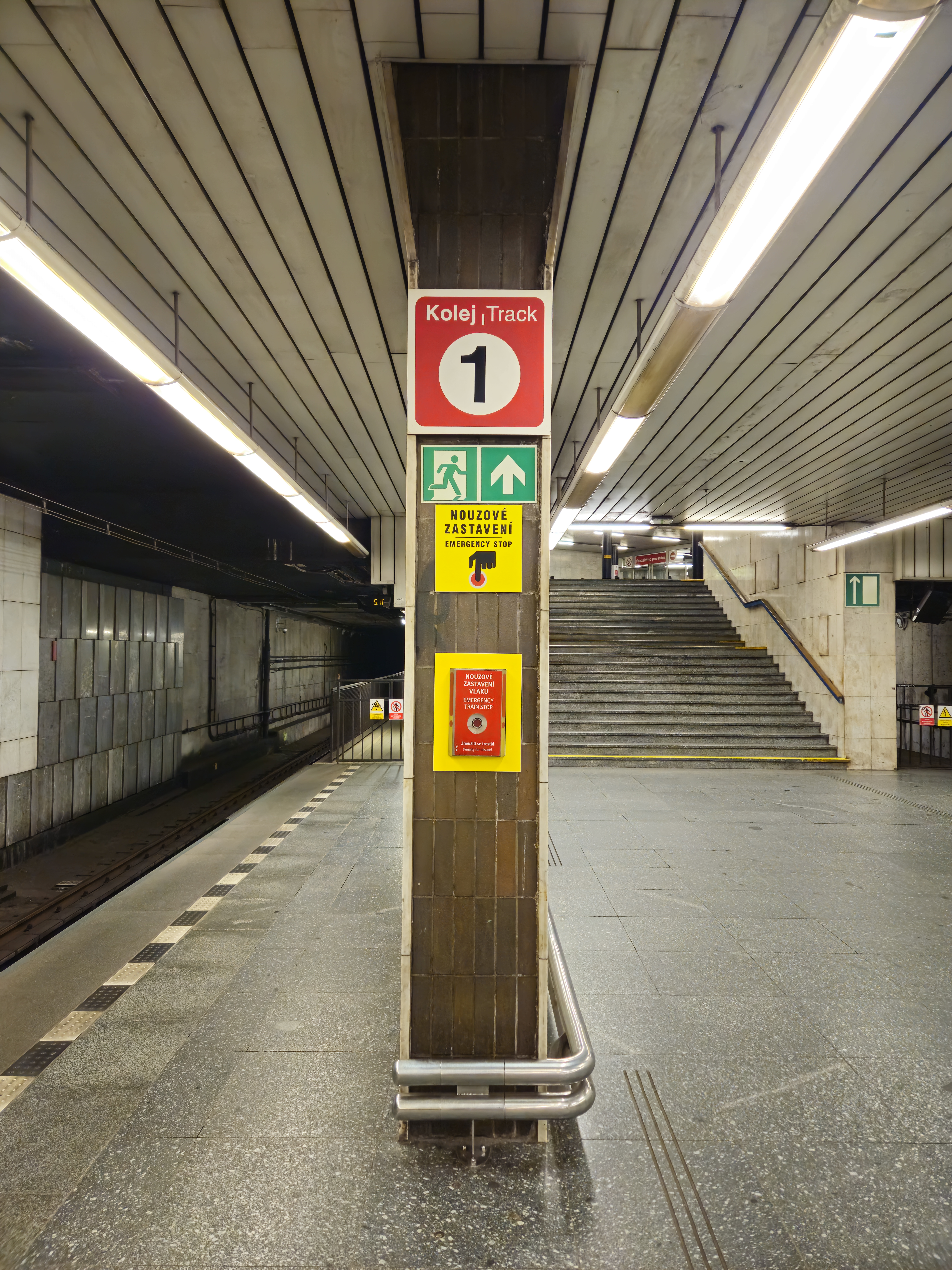
Nouzové tlačítko umístěné ve stanici umožňuje např. při pádu člověka do kolejiště okamžitě vyslat signál do vlakové soupravy a na dispečerská pracoviště (tím zamezit vjezdu / odjezdu vlakové soupravy, Pražského povstání)

K dalším hlavním prvkům zabezpečovacího zařízení přímo v kolejišti patří absolutní, permisivní a seřaďovací světelná návěstidla, která slouží k přenosu návěstních znaků a elektromotorické přestavníky, které slouží k přestavování výměn. Jako nadstavba zabezpečovacího zařízení slouží „zařízení pro dálkové ovládání zabezpečovacího zařízení“, které umožňuje z jednoho centra dálkově ovládat staniční zabezpečovací zařízení ve všech stanicích metra.